# Paul Wenneker

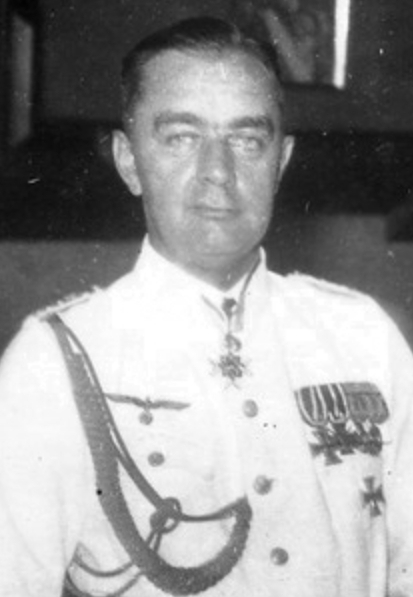

Paul Wenneker (* 27 de febrero de 1890 en Kiel; † 17 de octubre de 1979 en Hamburgo) fue un marino alemán que llegó a almirante en la Segunda Guerra Mundial.

## Vida
Wenneker ingresó el 1 de abril de 1909 en la Marina Imperial como guardiamarina, superando la formación marinera en el crucero protegido SMS Victoria Louise. Tras cursar con éxito los estudios de la Escuela Naval, en la que fue ascendido a alférez de fragata el 12 de abril de 1910, Wenneker fue destinado a bordo del crucero ligero SMS Mainz, donde el 19 de septiembre de 1912 ascendió al empleo intermedio de Leutnant zur See, y luego al SMS Königsberg. El 20 de junio de 1913 fue destinado de nuevo al Mainz.
Tras estallar la Primera Guerra Mundial su buque resultó hundido en el Combate Naval de Heligoland el 28 de agosto de 1914. Wenneker fue rescatado tras el hundimiento del buque por los británicos, que lo hicieron prisionero de guerra hasta el 15 de enero de 1918. Después fue internado en la Holanda neutral durante casi un año, hasta el 10 de diciembre de 1918. Tras su liberación y regreso a Alemania, quedó a disposición de la Inspección de Marina, antes de ser asignado a las Fuerzas Navales del Báltico y admitido en la Reichsmarine.
Ascendido a teniente de navío el 15 de febrero de 1920, fue nombrado comandante del dragaminas M 30 dentro de la 6.ª Semiflotilla y el 10 de octubre de 1921 comandante del M 132, en la 5.ª Semiflotilla. Del 27 de marzo de 1922 al 26 de mayo de 1924 fue formador en la Escuela de Artillería Naval y luego oficial de Artillería en el crucero ligero Nymphe. El 24 de septiembre de 1926 fue destinado como segundo oficial de estado mayor del comandante de la Estación Naval del Báltico, donde el 1 de octubre de 1928 ascendió a capitán de corbeta. Del 1 de octubre de 1929 al 25 de febrero de 1930 sirvió como primer oficial de Artillería en el navío de línea Elsass, empleado como buque escuela, y luego con el mismo cargo al navío de línea Schleswig-Holstein hasta el 22 de septiembre de 1931. Después pasó dos años como segundo oficial de estado mayor del Mando de la Flota, ascendiendo a capitán de fragata el 1 de octubre de 1933.
El 28 de diciembre de 1933 llegó a Tokio, donde estuvo destinado como agregado naval de la Embajada Alemana y ascendió a capitán de navío el 1 de abril de 1935. A fines de agosto de 1937 fue llamado a Alemania, donde recibió el mando del crucero Deutschland. Con este buque participó Wenneker durante la guerra civil española en el control y seguridad de los mares en torno a la península ibérica. Del 24 de julio al 15 de agosto de 1938, como comandante de mayor antigüedad, tuvo el mando supremo de las Fuerzas Navales Alemanas en España.
Comenzada la Segunda Guerra Mundial, Wenneker empleó el Deutschland en tareas de guerra comercial en el Atlántico hasta noviembre de 1939, siendo ascendido a contraalmirante el 1 de octubre. El 15 de noviembre regresó el Deutschland y fue reclasificado como crucero pesado y su nombre cambiado por el de Lützow. Wenneker siguió al mando hasta el 29 de noviembre de 1939 y desde esa fecha hasta el 6 de febrero de 1940 quedó a disposición del Mando Supremo de la Armada (OKM).
Enviado de nuevo como agregado naval a la Embajada Alemana en Tokio, donde permaneció hasta el fin de la guerra, Wenneker fue nombrado Almirante de Asia Oriental. El 1 de septiembre de 1941 ascendió a vicealmirante y el 1 de agosto de 1944 a almirante.
Tras la rendición de Japón el 2 de septiembre de 1945, Wenneker fue hecho prisionero de guerra por los Estados Unidos, que lo dejaron en libertad el 5 de noviembre de 1947.
En 1966 Wenneker fue acusado de asesinato ante el Tribunal Regional de Hamburgo, porque como agregado naval en Toko había dado orden de que, a bordo de los cruceros auxiliares en su viaje de regreso, si se daba orden de hundir el buque, debía dejarse que los presos se hundieran con el barco. Eso le sucedió, entre otros, al marinero Alfred Poweleti, acusado de receptación y preso en el forzador de bloqueo Río Grande, en cuyo hundimiento pereció el 4 de enero de 1944. El Tribunal calificó el hecho de homicidio y rechazó la acusación por haber prescrito.

## Condecoraciones
- Cruz de Hierro (1914) de 2.ª y 1.ª clase[3]
- Cruz Española de oro con espadas
- Cruz de Méritos de Guerra (1939) de 2.ª y 1.ª clase con espadas
- Cruz Alemana de plata, el 24 de abril de 1944
- Cruz de Caballero de la Cruz del Mérito Militar con espadas, el 18 de enero de 1945
- Orden Japonesa del Sol Naciente de 1.ª clase